# Sodio (canción)
«Sodio» es una canción de la cantante mexicana Danna Paola, fue lanzada el 7 de febrero de 2020 a través de Universal Music México como cuarto sencillo de su primer álbum reeditado Sie7e + (2020). Tanto la letra y el video musical de la canción hacen referencia a la comunidad LGBT.

## Antecedentes, composición y lanzamiento
Desde el 31 de enero al 3 de febrero de 2020, Danna Paola compartió a través de redes sociales tres fotos con descripciones que se relacionaban con la mala suerte, como el pasar por debajo de una escalera, romper un espejo y cruzarse frente a un gato negro, al igual que utilizó el hashtag #EstoySalada. El 7 de febrero, anunció el nombre de la canción y un adelanto de ella a través de un video publicado en redes sociales, al igual que anunció la reedición de Sie7e (2019). El 5 de febrero compartió una foto de ella misma donde se le ve vistiendo un traje de conchas y de fondo se ve una playa mientras cae el atardecer, haciendo así el anuncio del video musical de la canción y adjuntó: «... tanto sodio me sabe a odio» como descripción de la fotografía. «Sodio» fue lanzada el 7 de febrero junto a Sie7e + (2020), como su cuarto sencillo. Ese mismo día se lanzó también el video musical de la canción.
«Sodio» fue escrita por la misma Danna Paola, Stefano Vieni y Taylor Díaz, y fue producida por Just Roger y también por el mismo Vieni.

## Video musical

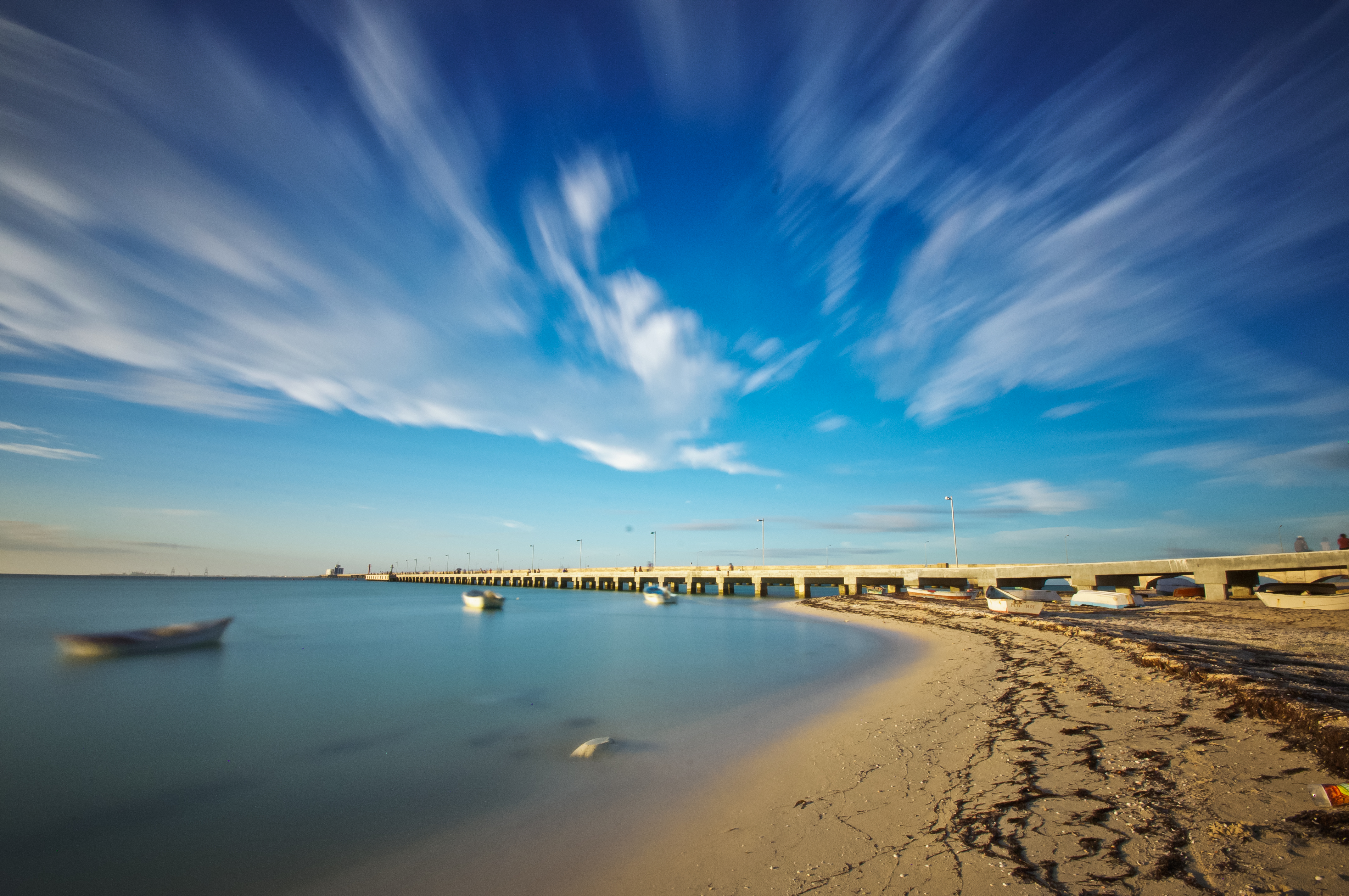
Progreso, Yucatán, locación donde se llevó a cabo la grabación del video.

El video musical de «Sodio» se grabó en Progreso, Yucatán y fue dirigido por Charly Nelson bajo la producción de La Catrina Films. El video se estrenó junto a la canción el mismo día en el canal de YouTube de Danna Paola. En menos de dos horas de su estreno, el video logró alcanzar más de 200 mil reproducciones en la plataforma. Actualmente cuenta con más de 68 millones de reproducciones en la plataforma.
El video cuenta con una trama LGBT+ y en él, Danna Paola aparece caracterizada como una sirena, incluyendo una corona y adornos de conchas y perlas. Respecto a la historia que se desarrolla en el video, ella dijo: «Toda la parte creativa fue básicamente desde un sueño y fui súper fiel, desde el momento en que escribí la canción, hasta crear el videoclip junto con todo el equipo, desde mi mente y mi corazoncito, con la ayuda de todo el equipo y pues obviamente con [Charly] Nelson, que es el director.» El 12 de marzo de 2020, fue lanzado un detrás de cámaras del video musical en Apple Music y el 19 de marzo, fue lanzada una versión extendida del video musical. Actualmente cuenta con más de 43 millones de reproducciones en YouTube.
Video vertical
El 6 de marzo de 2020, se lanzó un video musical vertical disponible en la plataforma Spotify. El video cuenta con escenas del video musical original y algunas escenas nuevas, al igual que se incluye una coreografía.

## Recepción

### Comercial
La canción logró un éxito moderado en algunos países. En México logró ser tendencia en plataformas digitales como YouTube y Spotify, al igual que logró ingresar al conteo de Airplay por Billboard en México donde  alcanzó su puesto más alto en el número 23, y el número 8 en la lista Pop Español Airplay.

## Presentaciones en vivo
Danna Paola interpretó por primera vez «Sodio» el 14 de febrero de 2020, siendo añadida al repertorio de canciones de la gira Mala Fama Tour. El 16 de febrero, la interpretó en la semifinal de la decimosegunda temporada del reality show mexicano La Academia, donde apareció caracterizada como una sirena junto a unas bailarinas y el escenario simulaba ser la orilla del mar. El 23 de marzo, Danna Paola interpretó la canción en una transmisión especial en vivo por Instagram.

## Créditos
Créditos adaptados de Tidal:
- Danna Paola - vocales, compositora y letrista
- Just Roger - productor y coproductor
- Stefano Vieni - productor, compositor y letrista
- Taylor Díaz - compositor y letrista

## Posicionamiento en listas
| Lista (2020)                 | Mejor posición |
| ---------------------------- | -------------- |
| México (Airplay)             | 23             |
| México (Pop Español Airplay) | 8              |

## Historial de lanzamiento
| Región | Fecha                | Formato                     | Discográfica           | Ref.  |
| ------ | -------------------- | --------------------------- | ---------------------- | ----- |
| Varios | 7 de febrero de 2020 | Descarga digital, streaming | Universal Music México | [ 6 ] |